# Hugh Plaxton
Hugh Plaxton   (Barrie, 16 de maig de 1904 - Mississauga, 1 de desembre de 1982) va ser un jugador d'hoquei sobre gel canadenc que va competir durant la dècada de 1920. Era germà de Herbert Plaxton i cosí de Roger Plaxton, ambdós jugadors d'hoquei sobre gel.
El 1928 va prendre part en els Jocs Olímpics de Sankt Moritz, on guanyà la medalla d'or en la competició d'hoquei sobre gel. Estudià dret a la Universitat de Toronto i en retirar-se de l'hoquei entrà en el món de la política. Va ser escollit parlamentari en les eleccions federals del Canadà de 1935.